# لیورپول (فیلم ۲۰۰۸)
«لیورپول» (اسپانیایی: Liverpool‎) یک فیلم درام آرژانتینی به کارگردانی لیساندرو آلونسو است.